# Batalla del Cap Passero
La batalla del cap Passero va ser un enfrontament naval de la Segona Guerra Mundial entre el creuer lleuger britànic HMS Ajax i set torpediners i destructors de la Regia Marina italiana, al sud-est de Sicília, a les primeres hores del 12 d'octubre de 1940. lloc després d'una operació britànica de subministrament a Malta.

## Rerefons
A l'octubre de 1940, la flota mediterrània va muntar una operació de reabastiment a Malta des d'Alexandria, designada MB6. El comboi tenia quatre vaixells de càrrega escortats per dos creuers antiaeris i quatre destructors. La força de control estava dirigida pel vaixell insígnia del vicealmirall Sir Andrew Cunningham, el HMS Warspite, i incloïa altres tres cuirassats, dos portaavions, sis creuers i 16 destructors. L'únic incident notable durant el comboi va ser alguns danys al destructor HMS Imperial quan va topar amb un camp de mines. Els mercants van arribar al seu destí l'11 d'octubre. Fins aleshores, el mal temps havia impedit la intervenció de la flota italiana. Un avió va detectar els vaixells que tornaven poc després d'haver sortit de Malta. Mentrestant, l'HMS Ajax es va separar dels altres creuers per a una missió d'exploració.

## El combat
El comandant italià, l'almirall Inigo Campioni, va ordenar que una força de destructors es dirigís al cap Bon, per si els vaixells de guerra britànics anaven cap a Gibraltar. Segons Campioni, era massa tard perquè els cuirassats i creuers italians poguessin operar contra el comboi. Una flotilla de quatre destructors i tres torpediners patrullava, al mateix temps, entre els 35°45' N i 35°25′ N,, a unes 3 milles nàutiques (3,5 milles ; 5,6 km) de distància, a la llum de la lluna plena. Els destructors italians eren l'Artigliere, el Camicia Nera, l'Aviere i el Geniere. Els torpediners eren l'Ariel, l'Alcione i l'Airone.

### Acció de les torpedineres
A la 01:37, l'Ajax va ser albirat per l'Alcione, que navegava cap a l'est, a 19.600 iardes (17.900 m) de distància a babord. A la 01:48, els tres torpediners tancaven el creuer britànic a tota velocitat. El creuer desconeixia completament l'aproximació de l'enemic. A les 01:57, l'Alcione va disparar dos torpedes des d'una distància de 1.700 m. El capità Banfi, comandant de la formació italiana, va ordenar al vaixell insígnia Airone que obrí foc contra l'enemic amb els seus canons de 100 mm, seguit dels seus vaixells germans. Tres rondes van arribar a lloc, dues al pont i la tercera a 1,8 m per sota de la línia de flotació
L'Ajax es va adonar que estava sota atac i va obrir foc contra el torpediner més proper, l'Ariel, mentre anava a tota velocitat. L'Ariel va ser destrossat per les salves i es va enfonsar 20 minuts després, tot i que potser va poder disparar un torpede. El capità Mario Ruta, el seu segon al comandament, i la majoria de la tripulació van morir. L'Airone va ser el següent vaixell italià a ser colpejat. Va aconseguir llançar dos torpedes abans de ser desactivada, incendiant-se gairebé immediatament, el seu pont i la coberta superior van ser metrallats per l'Ajax a curt abast. Es va enfonsar unes hores més tard. Banfi estava entre els supervivents. Aleshores l'Alcione, l'únic vaixell de guerra italià sense danys, va trencar el contacte a les 02:03.

### Acció dels destructors
Mentrestant, després de maniobrar durant els combats, l'Ajax va reprendre el seu curs cap a l'est. A les 02:15, el seu radar de control de foc va detectar dos destructors italians, el comandant dels quals, el capità Carlo Margottini, havia vist el tret des del sud. Un mal funcionament de la ràdio havia impedit que Margottini ataqués amb tota la seva força, quan tres dels seus destructors s'havien dirigit cap al nord-oest, en lloc del nord tal com s'havia ordenat. L'Aviere va rebre l'impacte d'una andanada sobtada del creuer britànic, evitant un atac de torpedes, i es va veure obligat a retirar-se cap al sud, molt danyat. L'Artigliereva aconseguir disparar un torpede i quatre salves completes de 120 mm a 2.600 m abans de ser colpejat i paralitzat. El torpede va fallar, però quatre salves van colpejar dues de les torretes secundàries de l'Ajax, van destruir la seva balenera i van desactivar el seu radar. Després de disparar sense èxit al Camicia Nera, l'Ajax va interrompre l'acció. Havia disparat 490 cartutxos de diferents calibres i quatre torpedes. Tretze homes del rol havien mort i 22 van resultar ferits, mentre que el creuer va necessitar un mes de reparacions abans de tornar al servei actiu.
El discapacitat Artigliere, amb el seu comandant i la majoria dels oficials d'estat major morts, va ser agafada a remolc pel Camicia Nera. Van ser sorpresos a primera llum pel creuer HMS York, que va fer fora el Camicia Nera abans d'enfonsar l'Artigliere a la deriva amb un torpede. Els supervivents van ser rescatats l'endemà per la Marina italiana.

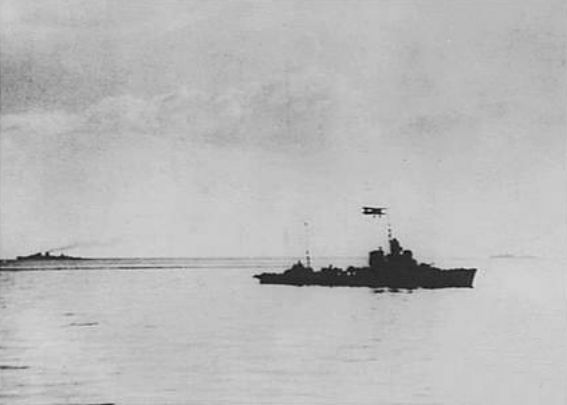
L'Artigliere, amb el HMS Orion i el HMAS Sydney al fons després del combat
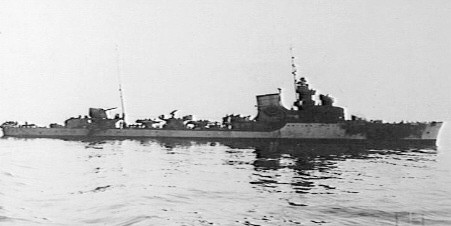
Vista lateral d'estribord del destructor italià Artigliere. El vaixell va ser aturat, abandonat i incendiat endavant després d'un enfrontament amb el creuer britànic HMS Ajax. L'Artigliere va ser enfonsat pel creuer HMS York l'endemà al matí.
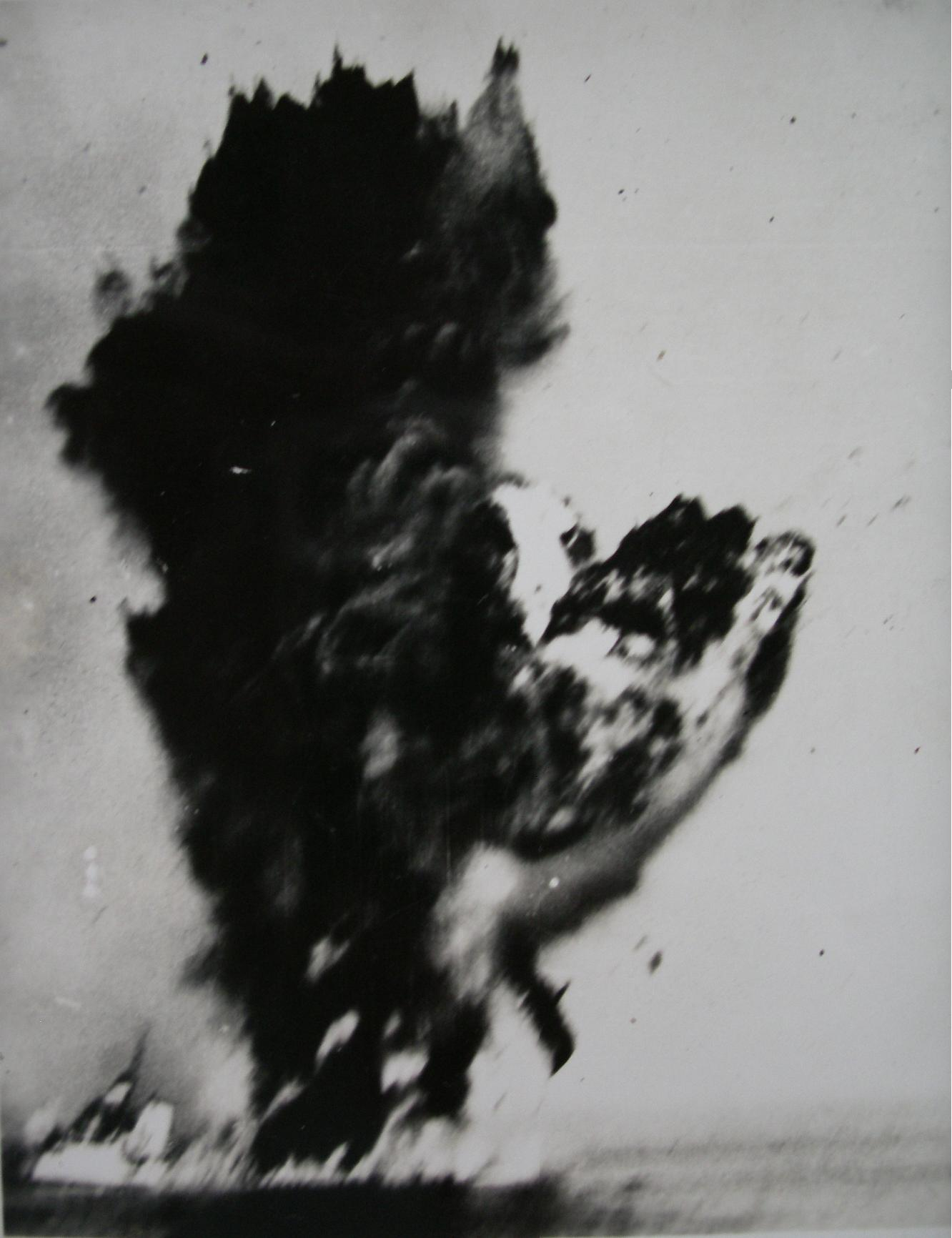
L'Artigliere és acabat per un torpede de l'HMS York al matí del 12 d'octubre

## Conseqüències
Aquesta acció havia estat la primera experiència de la Regia Marina de les habilitats i equipament superiors de la Royal Navy en accions nocturnes. L'ús extensiu d'obusos, reflectors i rondes incendiàries per part de la Royal Navy va haver de ser contrarestada, abans que els italians poguessin tancar la bretxa tècnica. També sospitaven de l'ús del radar per part de l'enemic, però en aquest moment només era una especulació. Van concloure que la mala vigilància aèria italiana havia impedit una ràpida reacció de les unitats pesades italianes, donant l'avantatge tàctic als britànics d'evitar el contacte en condicions desfavorables